# Schlenggeltag
Der Schlenggeltag (Schlenkltag, Truhentag) ist der 3. Februar.
Der Schlenggel-, Schlenkl- oder Truhentag ist eine vor allem noch in Österreich und bis ins 20. Jahrhundert auch in Bayern bekannte Bezeichnung. Der Schlenggeltag ist der Tag, der Mariä Lichtmess nachfolgt. An diesem Tag begann für das Gesinde ein kurzer Zeitraum bis Sankt Agatha (5. Februar), der Gelegenheit für den Arbeitsplatzwechsel bot und eine Art „Jahresurlaub“ für die Knechte und Mägde darstellte.
Früher wechselten an diesem Tag, sowie auch am Michaelstag, dem 29. September, die Dienstboten ihre Arbeitsplätze und schafften ihr wenig Hab und Gut in Koffern oder Truhen zum neuen Arbeitgeber.